# Chaufour-Notre-Dame
Chaufour-Notre-Dame és un municipi francès situat al departament del Sarthe i a la regió de País del Loira. L'any 2007 tenia 1.050 habitants.

## Demografia

### Població
El 2007 la població de fet de Chaufour-Notre-Dame era de 1.050 persones. Hi havia 372 famílies de les quals 57 eren unipersonals (27 homes vivint sols i 30 dones vivint soles), 114 parelles sense fills, 186 parelles amb fills i 15 famílies monoparentals amb fills.
La població ha evolucionat segons el següent gràfic:
Habitants censats

### Habitatges
El 2007 hi havia 420 habitatges, 388 eren l'habitatge principal de la família, 9 eren segones residències i 23 estaven desocupats. 417 eren cases i 3 eren apartaments. Dels 388 habitatges principals, 267 estaven ocupats pels seus propietaris, 117 estaven llogats i ocupats pels llogaters i 4 estaven cedits a títol gratuït; 3 tenien una cambra, 5 en tenien dues, 42 en tenien tres, 128 en tenien quatre i 210 en tenien cinc o més. 350 habitatges disposaven pel capbaix d'una plaça de pàrquing. A 123 habitatges hi havia un automòbil i a 253 n'hi havia dos o més.

### Piràmide de població
La piràmide de població per edats i sexe el 2009 era:
| Homes | Edats   | Dones |
| ----- | ------- | ----- |
| 0     | 95 o +  | 0     |
| 0     | 90 a 94 | 0     |
| 0     | 85 a 89 | 4     |
| 0     | 80 a 84 | 4     |
| 12    | 75 a 79 | 8     |
| 16    | 70 a 74 | 20    |
| 8     | 65 a 69 | 12    |
| 16    | 60 a 64 | 16    |
| 20    | 55 a 59 | 12    |
| 28    | 50 a 54 | 28    |
| 20    | 45 a 49 | 12    |
| 36    | 40 a 44 | 24    |
| 36    | 35 a 39 | 60    |
| 52    | 30 a 34 | 32    |
| 20    | 25 a 29 | 20    |
| 8     | 20 a 24 | 16    |
| 48    | 15 a 19 | 36    |
| 36    | 10 a 14 | 40    |
| 44    | 5 a 9   | 20    |
| 44    | 0 a 4   | 28    |

## Economia
El 2007 la població en edat de treballar era de 728 persones, 584 eren actives i 144 eren inactives. De les 584 persones actives 556 estaven ocupades (284 homes i 272 dones) i 28 estaven aturades (14 homes i 14 dones). De les 144 persones inactives 66 estaven jubilades, 57 estaven estudiant i 21 estaven classificades com a «altres inactius».

### Ingressos
El 2009 a Chaufour-Notre-Dame hi havia 410 unitats fiscals que integraven 1.134,5 persones, la mediana anual d'ingressos fiscals per persona era de 19.223 €.

### Activitats econòmiques
Dels 30 establiments que hi havia el 2007, 1 era d'una empresa alimentària, 1 d'una empresa de fabricació de material elèctric, 1 d'una empresa de fabricació d'altres productes industrials, 7 d'empreses de construcció, 8 d'empreses de comerç i reparació d'automòbils, 2 d'empreses de transport, 2 d'empreses d'hostatgeria i restauració, 1 d'una empresa d'informació i comunicació, 3 d'empreses de serveis, 2 d'entitats de l'administració pública i 2 d'empreses classificades com a «altres activitats de serveis».
Dels 7 establiments de servei als particulars que hi havia el 2009, 1 era un guixaire pintor, 3 fusteries, 1 electricista, 1 perruqueria i 1 restaurant.
Dels 3 establiments comercials que hi havia el 2009, 1 era una botiga de menys de 120 m², 1 una fleca i 1 una botiga de material esportiu.
L'any 2000 a Chaufour-Notre-Dame hi havia 15 explotacions agrícoles que ocupaven un total de 780 hectàrees.

## Equipaments sanitaris i escolars
El 2009 hi havia 2 escoles elementals.

## Poblacions més properes
El següent diagrama mostra les poblacions més properes.